# Notoprymna
Notoprymna is een geslacht van vliesvleugeligen uit de familie Pteromalidae. De wetenschappelijke naam van dit geslacht is voor het eerst geldig gepubliceerd in 1988 door De Santis.

## Soorten
Het geslacht Notoprymna is monotypisch en omvat slechts de volgende soort:
- Notoprymna igniarius De Santis, 1988